# Adenomera hylaedactyla
Adenomera hylaedactyla is een kikker uit het geslacht Adenomera en de familie fluitkikkers (Leptodactylidae). De soort werd voor het eerst wetenschappelijk beschreven door Edward Drinker Cope in 1868. Oorspronkelijk werd de wetenschappelijke naam Cystignathus hylaedactylus gebruikt. Later werd de soort tot het geslacht echte fluitkikkers (Leptodactylus) gerekend en was de wetenschappelijke naam Leptodactylus hylaedactylus.
De kikker komt voor in Argentinië, Bolivia, Brazilië, Colombia, Ecuador, Frans-Guyana, Guyana, Paraguay, Peru, Suriname, Trinidad en Tobago en Venezuela.
De habitat bestaat uit tuinen, hoog gras, riviertjes, kanaaltjes, moerassen en in droog laagland.